# Micrasterias tetraptera
Micrasterias tetraptera là một loài Song tinh tảo trong họ Desmidiaceae, thuộc chi Micrasterias.